# Alberta Ferretti
Alberta Ferretti (* 2. Mai 1950 in Gradara) ist eine italienische Modedesignerin und Unternehmerin.

## Leben
Ferretti kam am 2. Mai 1950 in Gradara in der italienischen Provinz Pesaro und Urbino zur Welt. In der Schneiderei ihrer Mutter entdeckte sie ihre Begeisterung für Mode und gründete 1968 ihre erste Modeboutique mit dazugehörigem Atelier in Cattolica, südöstlich von Rimini, wo sie neben Designermarken wie Versace und Armani auch ihre ersten eigenen Kreationen verkaufte.
Im Jahr 1980 gründete sie mit ihrem Bruder Massimo das Modeunternehmen Aeffe S.p.A. und präsentierte 1981 erstmals ihre Alberta-Ferretti-Kollektion auf den Laufstegen Mailands. 1984 entwarf sie mit der Ferretti Jeans Philosophy  eine Linie für Jugendliche, die später in Philosophy by Alberta Ferretti umbenannt wurde. Zu ihren Kollektionen gehören seit 2001 auch Bademode, Dessous und Accessoires.
Alberta Ferretti verfügt über Flagship-Stores in Mailand, Rom, Paris, Tokio, London, Taipei, Moskau und New York City. Ihre Kreationen zeichnen sich durch reine, minimale Linien, sorgfältig ausgewählte Stoffe und Formen sowie Romantik aus.
1998 wurde sie aufgrund ihres wirtschaftlichen und sozialen Einflusses für den italienischen Arbeitsdienstorden nominiert.